# 长沙南方职业学院
28°09′00″N 112°54′34″E / 28.150052°N 112.90952°E
长沙南方职业学院位于湖南省长沙市岳麓区，为湖南省一所民办高等专科大学。

## 历史
2003年，海航集团投资兴办了长沙南方职业学院。

## 学校院系
长沙南方职业学院开设了5个系，1个部，26个专业。

### 院系
- 机械与汽车工程系

- 现代信息与物流系

- 建筑工程系

- 经济管理系

- 航空服务系

### 院部
- 基础教学部

## 学校文化
长沙南方职业学院拥有30多个社团，主要协会为：口才与交际协会、音乐协会、街舞协会、健美操协会、自由人跆拳道协会。